# Пал Дардаи
Пал Дардаи (мађ. Dárdai Pál) је био мађарски дефанзивни фудбалер, репрезентативац и тренер/селектор. Проглашен је фудбалером године у Мађарској 1999. године.
Током своје 20-годишње професионалне каријере, провео је преко деценије играјући за Хертха БСК у Немачкој. Са 286 наступа у Бундеслиги, он држи рекорд клуба по броју утакмица. За репрезентацију Мађарске, Дардаи је током 12 година одиграо 61 утакмицу и постигао пет голова, а такође је био и селектор националног тима.

### Клуб

#### Мађарска
Рођен у Печују, Дардаи је започео своју професионалну каријеру у локалном Мечек Печуј ФК, преселивши се у јануару 1996. у Будимпешта ВШК. Помогао је свом новом клубу да заврши на другом месту и у лиги и купу.

#### Херта БСК
У јануару 1997. Дардаи је потписао уговор са немачком Хертом БСК, наступивши у десет мечева за Херту која је тада играла у другој Немчкој лиги, пошто је клуб те сезоне промовисан у највишу Бундеслигу. У сезони 1998–99, имао је 21 наступ (6 као стартер), када је Херта завршила на трећем месту, иза другопласираног Бајера из Леверкузена за један бод.
Дана 13. новембра 2008, Дардаи је обележио свој 250. наступ у Бундеслиги у победи од 1:0 против Хофенхајма 1899. После утакмице се захвалио „екипи и навијачима“. Дана 16. јануара 2009. Дардаи је повредио менискус током тренинга. Оперисао га је Герт Шлајхер по повратку у Берлин из Марбеље у Шпанији, где је Херта провела свој зимски тренинг камп.
Херта је 28. маја 2009. продужила Дардаијев уговор за годину дана и он је тиме постао играч са најдужим стажом у клубу.
Он је изразио жељу да даље продужи своју везу, рекавши: „Могу да замислим да ћу каријеру завршити овде у Берлину, али пре него што се вратим у Мађарску желим да испуним своју амбицију, а то је да освојим првенство и куп“. Дитер Хонес је одговорио рекавши да би клуб такође желео да га задржи.
Дардаи је неколико пута помогао Херти да се квалификује за Куп УЕФА, ретко се појављивао од 2004. до 2006. (укупно 33 меча), али је много наступао у наредним годинама. Од 2009. његова појављивања су постајала све ређа и ређа: након само једног меча у сезони 2010/11, да би се на крају вратио на највиши ниво када је пребаћен у резервни тим. Као 35-годишњак се повукао из фудбала, пошто се појавио у укупно 297 лигашких утакмица.

### Репрезентација
Дардаи је почео да игра за Мађарску са У 21 тимом, 1996. године. Дебитовао је у сениорској утакмици против Словеније 19. августа 1998, а свој први међународни гол постигао је 10. октобра у квалификацијама за Европско првенство 2000. против Азербејџана, у 58. минут тријумфа од 4–0.
Често постављен као почетни централни везни поред Кристијана Листеша, под менаџерима Берталаном Бискеијем и Имреом Гелејем, Дардаи је био капитен репрезентације седам пута у 2006. години, у том периоду је два пута дао гол. Дана 15. новембра 2006. није био укључен у привремени тим Петера Вархидија од 25 играча за квалификациону фазу за Европско првенство 2008, али је представљен у квалификационој кампањи за Светско првенство у фудбалу 2010, тада је селектор Мађарское репрезентације био Ервин Куман.
Своју последњу утакмицу за репрезентацију Мађарске је одиграо 18. фебруара 2004. године када је Мађарска победила Јерменију са 2 : 0

## Тренер
Године 2012. Дардаи је почео да ради као тренер у Херти БСК, а његови помоћници у тиму до 15 година били су Адмир Хамжагић и Јохам Цигерт. Са Хертом је радио до 2015. године,када је имао паузу и када је преузео репрезентацију Мађарске.
Дана 18. септембра 2014. Дардаи је постављен за привременог менаџера репрезентације Мађарске. Он је одбио понуду Мађарске фудбалске федерације („МЛС“) да води тим на сталној основи, а тадашњи председник савеза Шандор Чањи је потврдио да ће Дардаи бити задужен за три утакмице квалификација за Европско првенство 2016. и да ће то радити бесплатно.
Херта је затражила од Дардаија да се врати у клуб. што је он и урадио. Дардаји је водио репрезентацију Мађарске на укупно седам утакмица. Након повратка у Херту БСЦ, Дардаија је на месту менаџера Мађарске заменио његов бивши ментор, Бернд Шторк.
Дана 5. фебруара 2015. именован је за привременог менаџера главног тима. Његов први главни меч била је победа од 2-0 над Мајнцом 05 два дана касније.
Дана 29. маја 2015. Дардаи је потписао стални уговор са Хертом. Дана 16. априла током сезоне 2018–19 у Бундеслиги, објављено је да ће Дардаи напустити своју улогу на крају сезоне и да ће се вратити у улогу тренера младих 2020. године.